# Vyšívání
Vyšívání je textilní technika, pomocí které se zdobí podkladový materiál (plošná textilie, kůže, papír) protahováním nebo našíváním nití.

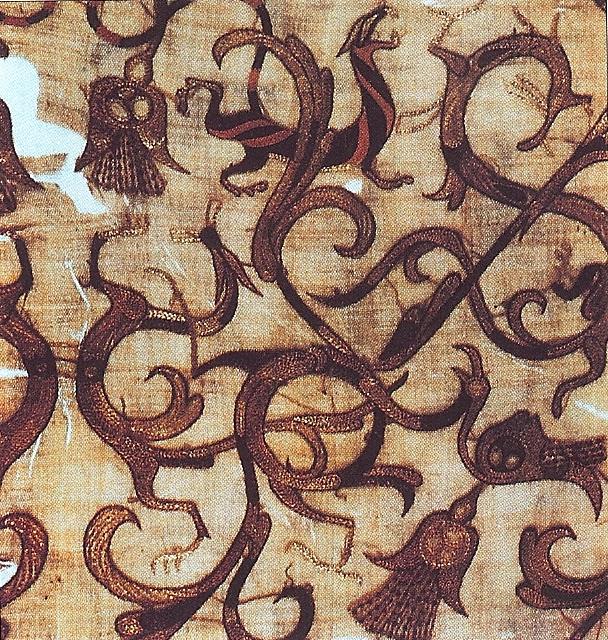
Čínská výšivka řetízkovými stehy na hedvábné tkanině (4. stol. před n. l.)

## Historie

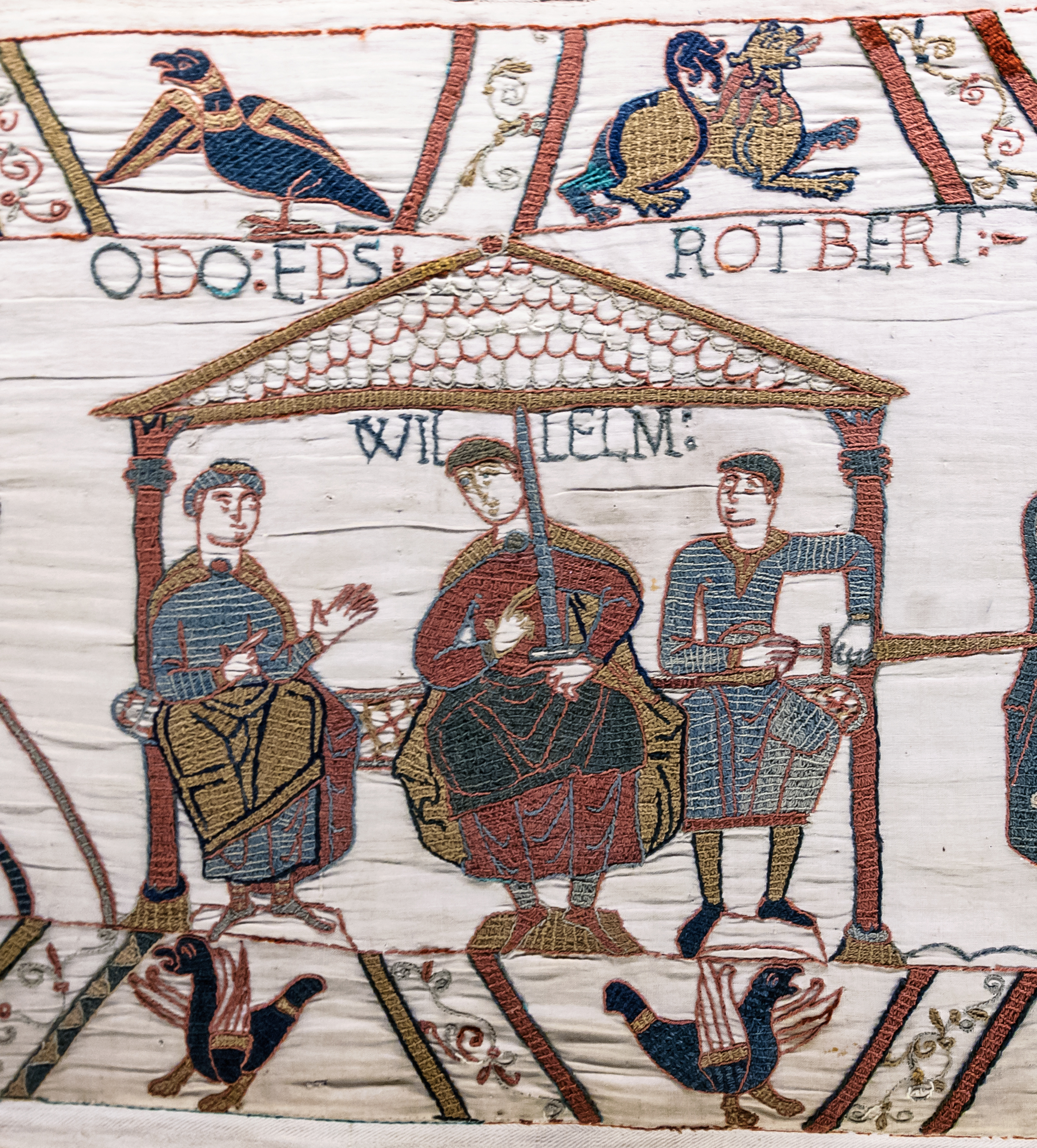
Část nástěnného koberce v Bayeux

V Číně bylo vyšívání známé (údajně) od pravěku, později v Indii a Egyptě (cca 3600 let staré nálezy). V Evropě se s vyšíváním začalo pravděpodobně na počátku našeho letopočtu. Nejstarší dochovaná památka je nástěnný koberec ve francouzském Bayeux (70 m dlouhý, 50 cm široký) z 11. století.
V době renesance se rozšířilo tzv. bílé vyšívání na osobní prádlo a později na kapesníky, ubrusy a přehozy.
V první polovině 19. století byl vynalezen vyšívací stroj, moderní stroje vyšívají například rychlostí až 1500 stehů za minutu, jsou řízeny počítačem a mohou být doplněny různými automatizačními prvky.

## Ruční vyšívání

### Vyšívací techniky
Druhy vyšívání se zařazují podle velmi rozdílných kritérií, časté je hrubé rozdělení podle barvy podkladového materiálu na bílé a pestré vyšívání.
Základním prvkem vyšívací techniky je steh. K několika stovkám způsobů vedení nitě patří například:
- Křížkový steh: Nejjednodušší technika, dva stehy se překřižují pod úhlem 90° (odvozené druhy: gobelínový, tkací steh aj.)
- Kelim: Stehy vypadají jako pletená očka a tvoří vodorovné žebrování (snímek vpravo). Od kelimu je odvozen stonkový steh, který naproti tomu probíhá kolmo. Obě žebrování se spojují diagonálními stehy dohromady.

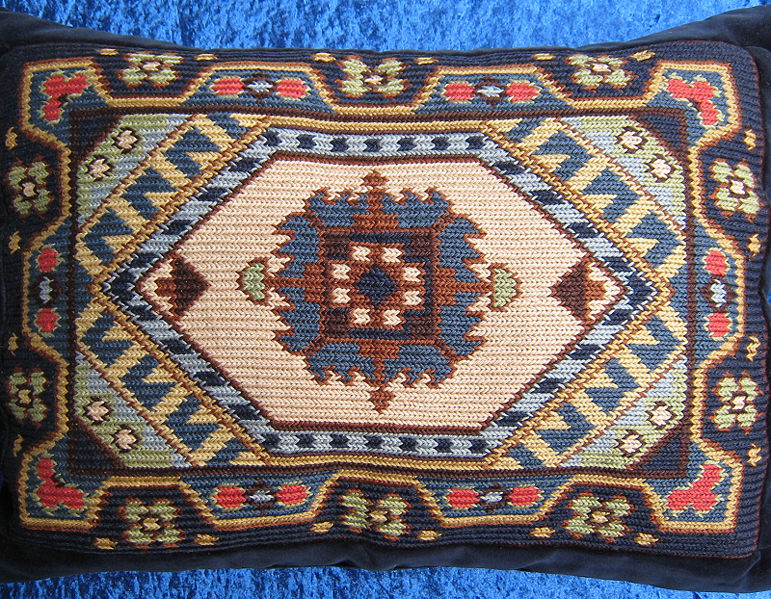
Koberec vyšívaný kelimovými stehy

- Řetízkový steh: Dvojitý steh, nit se protahuje každým otvorem ve tkanině zdola nahoru a po vytvoření smyčky obráceně.

Při použití stehů určitým způsobem se vyvinula řada technik, například:
Ažur, florentská výšivka, malování jehlou, hardanger atd.

### Materiál a pomůcky

#### Příze
Příze (zpravidla skaná) se přizpůsobuje druhem a kvalitou technice vyšívání:
- Příze z mercerované bavlny je nejpoužívanější.
- Příze s příměsí pokovených vláken (např. VI/PES) je vhodná na výšivky ke slavnostním účelům
- Vlněná měkce točená příze se používá na tapiserii a gobelíny
- Příze z nekonečných viskózových vláken se hodí na plochý steh, malování jehlou, stínovou výšivku atd.

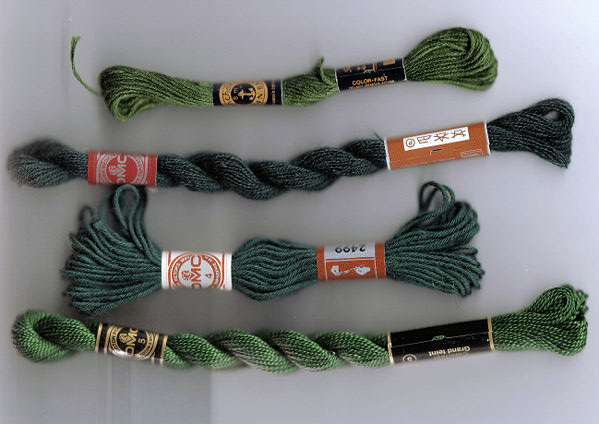
Přadena vyšívací příze

#### Podkladový materiál.
Tkanina (nejčastěji bavlněná, např. batist, ale i lněná, konopná nebo hedvábná) musí mít přesně stejný počet osnovních a útkových nití, které se nesmí posouvat a mezery mezi nimi musí vytvářet přesné čtverce (kanava, stramín).

#### Jehly
Mají poněkud širší ouško než jehly na šití, velikost se přizpůsobuje druhy výšivky.

#### Rám
Je nejčastěji kulatý, ze dvou kruhů, mezi které se stiskne a napne podkladová tkanina.

## Strojní vyšívání

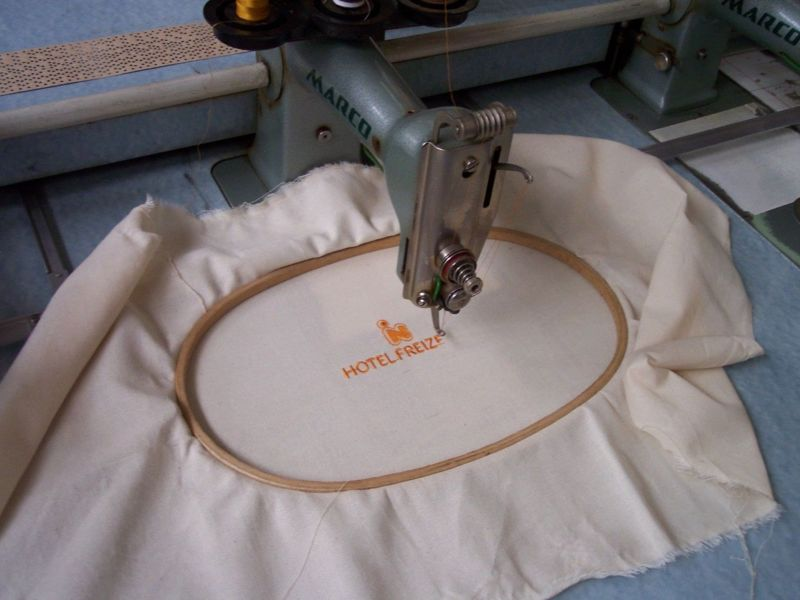
Vyšívání na starším jednojehlovém stroji

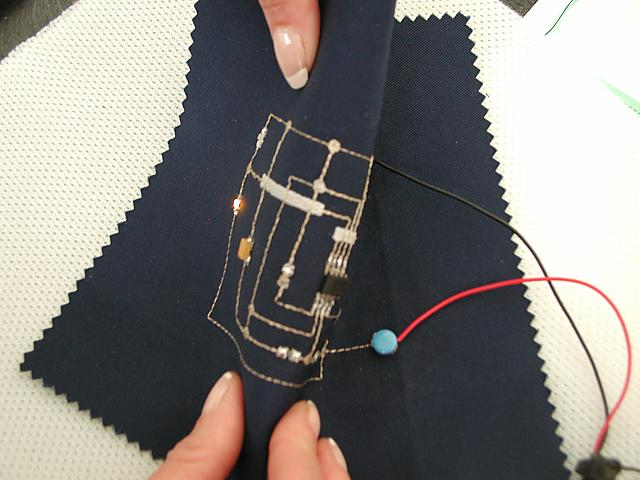
Plošné spoje vyšívané z pokovovaných nití

- Za první vyšívací stroj je považován aparát (handloom) Francouze Josua Heilmanna z roku 1828. Vyšívací nit byla zanášena do podkladové textilie (tkaniny nebo krajky) jehlami s očkem. Jehly se pohybovaly mezi řadami pinzet umístěných po líci i rubu textilie, kterým předávaly vyšívací nit. Vyšívaná tkanina byla napnutá na stole ovládaném tzv. pantografem. Pantograf po každém stehu posunul podávací stůl, směr a délka posuvu závisela na vzoru výšivky.

Pohyb jehel i pantografu obstarávala obsluha aparátu sešlápnutím pedálu resp. ručně. Původní ruční aparáty byly s maximálně 20 jehlami, dosahovaly však již dvacetinásobného výkonu oproti ručnímu vyšívání. Pozdější exempláře měly se 300 jehlami pracovní šířku až 5 metrů. U těch se kalkulovalo s denním výkonem do 10 000 stehů.
Ruční aparáty mohly imitovat řadu technik ručního vyšívání, až do začátku 20. století se na nich vyráběly zejména krajky. V roce 1908 bylo v provozu např. ve švýcarském St. Gallen asi 16000 exemplářů, jeden z posledních byl zaznamenán asi v roce 1930 v Anglii.
- Člunkový vyšívací stroj byl vynalezen v roce 1868. Toto zařízení je podrobně popsáno stejnojmenném článku na WIKIPEDII.

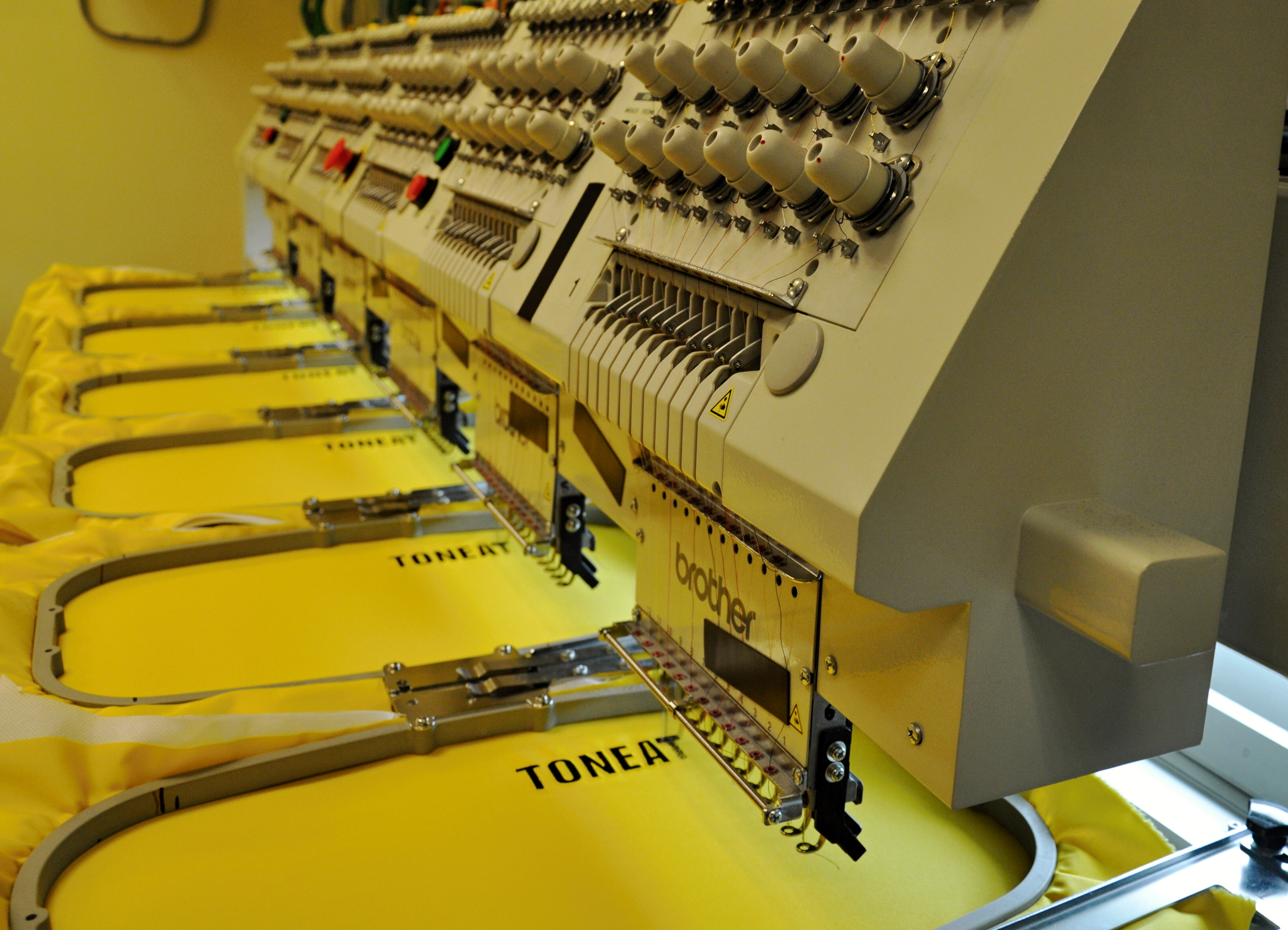
Šestihlavový stroj ze začátku 21. století

- Vícehlavový vyšívací stroj je systém šití, který umožňuje modulární spojení dvou nebo více vyšívacích hlav (vývodů)[8]

První vícehlavový stroj přišel na trh v roce 1911 (6 vývodů, pantograf), v 50. letech 20. století se začaly vyrábět také jednoduché stroje pro amatérské vyšívání, v 80. letech přišly první vyšívače řízené počítačem.
Vyšívače v 21. století pracují na stejném principu jako šicí stroj. Stehy se tvoří ze dvou nití, vyšívání probíhá ve 4 fázích: (1) Vyšívací jehla propíchne textilii, (2) horní nit tvoří s pomocí rotujícího háčku smyčku kolem dolní niti a (3) vrátí se do základní polohy, (4) vyšívaná textilie se posouvá do programované polohy.
Stroje pro komerční použití se stavějí až se 24 vývody, každý vývod má až 12 vyšívacích jehel. Ve 2. dekádě 21. století dosahují rychlosti do 1200 stehů za minutu. Paměť řídícího počítače má obvykle kapacitu několika milionů stehů a obsahuje až 250 výšivkových vzorů.
Stroje pro amatérské použití běží rychlostí do 800 stehů za minutu, počítače jsou programovány až na 600 různých druhů stehů.
V roce 2014 se prodávaly vyšívací stroje s jedním vývodem pro amatéry za 900 USD, pro komerční výrobu za (nejméně) 8000 USD a vícehlavové za 15 000 USD.
Trh s vícehlavovými vyšívacími stroji ovládá ve 2. dekádě 21. století ze 70 % Čína. Podrobné informace o celosvětové situaci na úseku strojního vyšívání až do roku 2025 se dají zakoupit za cca 5200 USD.

### Výšivky na technických textiliích
Jejich účelem je na rozdíl od „klasických“ výšivek zlepšení mechanických vlastností textilie. Dosud jediným známým způsobem výroby je Tailored Fibre Placement (TFP). Je to technika vyšívání, kterou se přichycují přesně umístěné a nasměrované zpevňovací nitě (resp. rovingy) na podkladovou textilii. Textilie s touto úpravou slouží jako polotovary (preforms) pro výztuže kompozitů.
Např. kompozity s textilií z uhlíkových vláken s výšivkou TFP mohou dosáhnout pevnosti v podélném směru až 1730 MPa a příčně (0-90°) 1030 Mpa.

#### Strojní vybavení
Na konvenčním vyšívacím stroji je adaptováno kladecí zařízení, které přivádí zpevňovací niti k vyšívací hlavici. Kladeč se může pohybovat všemi směry kolem hlavice a pohyb podkladové textilie je řízen tak, aby se k ní zpevňovací niti výšivkou přichytily. Na tomto principu pracují už (v roce 2011) také prototypy vyšívacích robotů.

#### Použití
Dvoudimenzionální preformy: např. na zpevnění okrajů otvorů a menší konstrukční díly, uhlíkové a kovové niti jako vodiče ke kontrole struktury nebo k zahřívání (až 22 kW a 230 °C) konstrukčního dílu.
Pokusy s vyšíváním 3D textilií se zaměřují na přímé zpracování válcových a hadicových struktur tak, aby se jako polotovary nemusely formovat z vyšívaných dvourozměrných dílů.
K vyšívání TFP se používají hlavně příze z mimořádně pevných materiálů, známé je však také použití drátů a světlovodičů.

### Galerie maďarských výšivek
(původ)

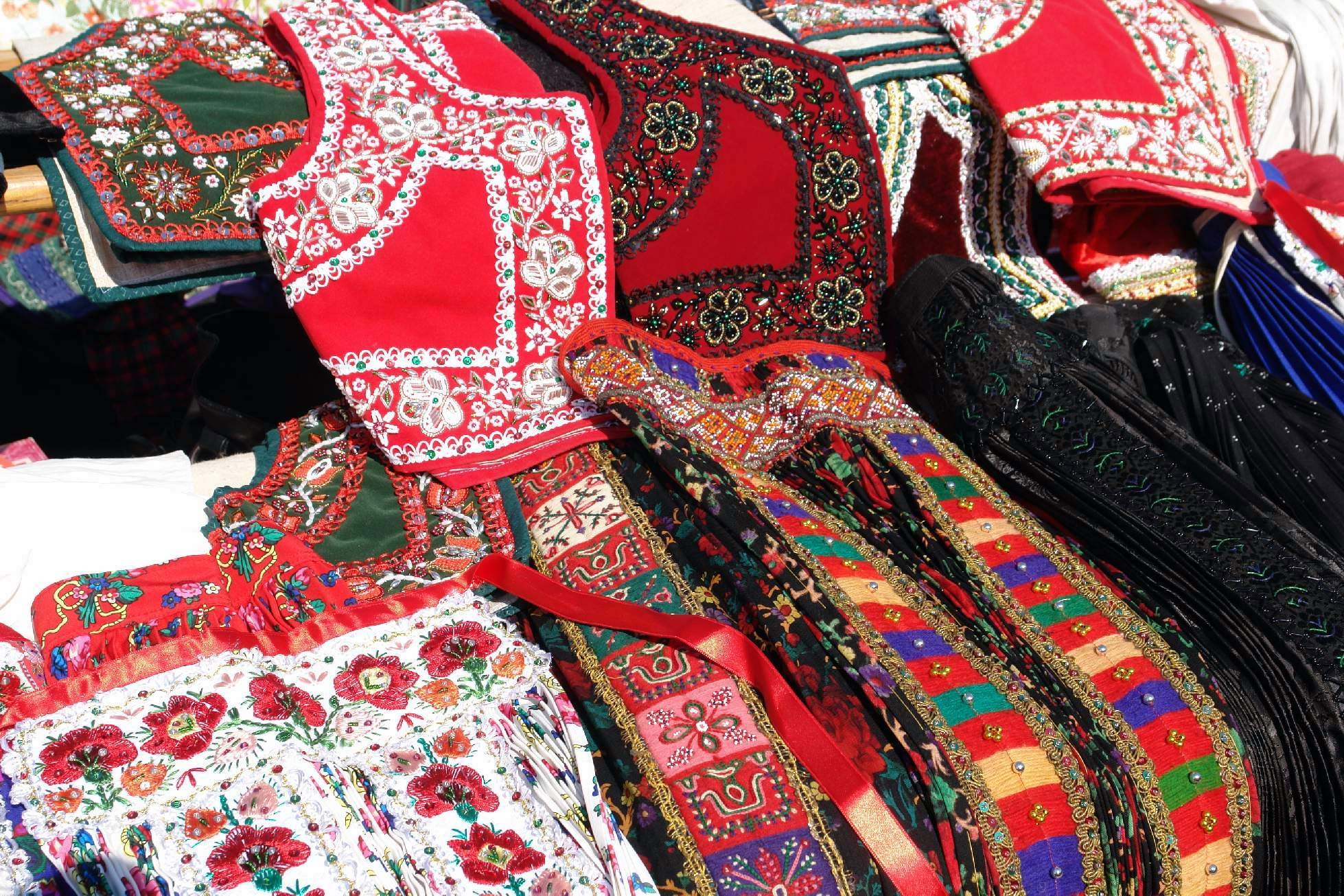
(městečko Bajna 2009)
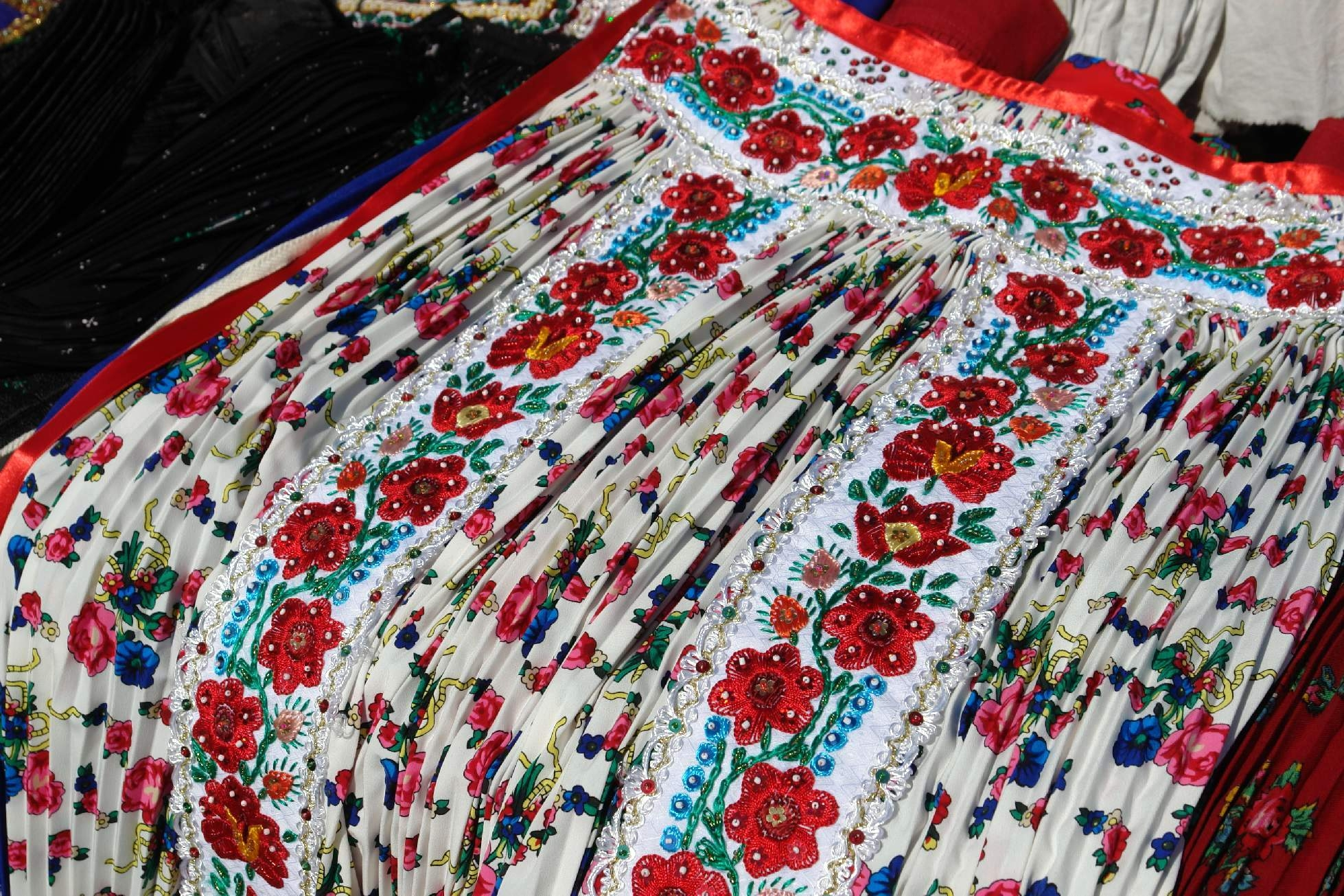
(městečko Bajna 2009)
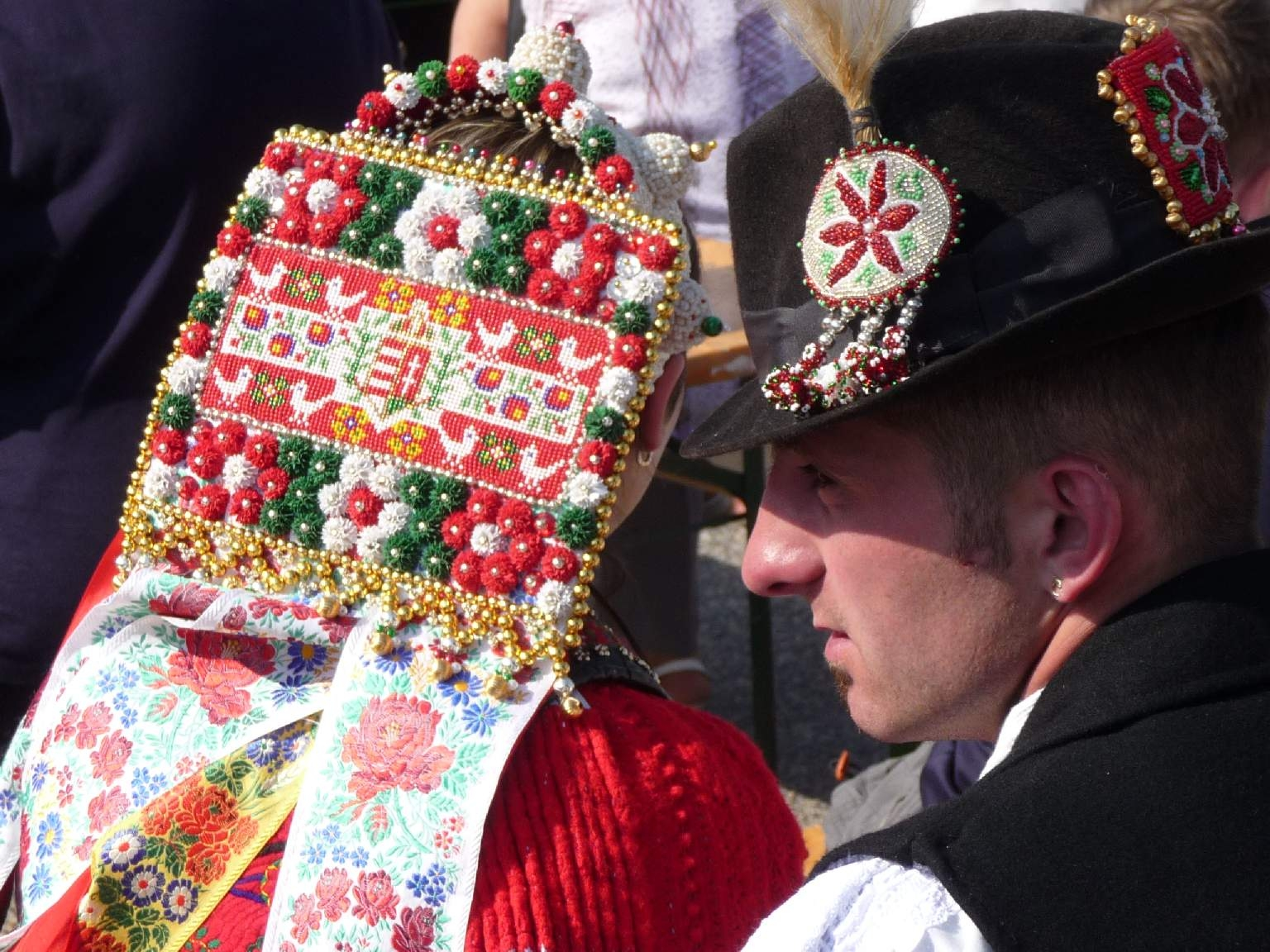
(městečko Bajna 2009)
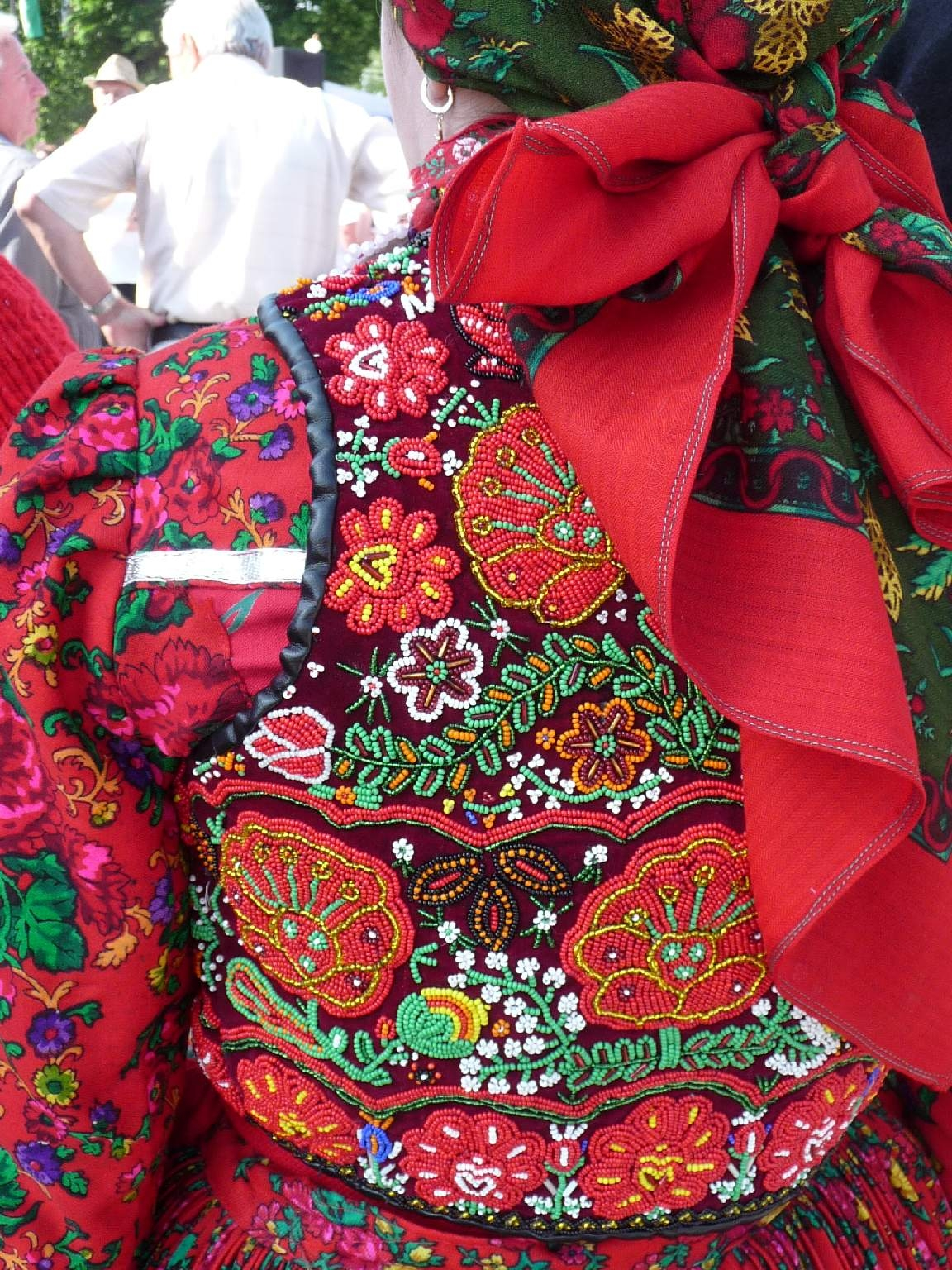
(městečko Bajna 2009)
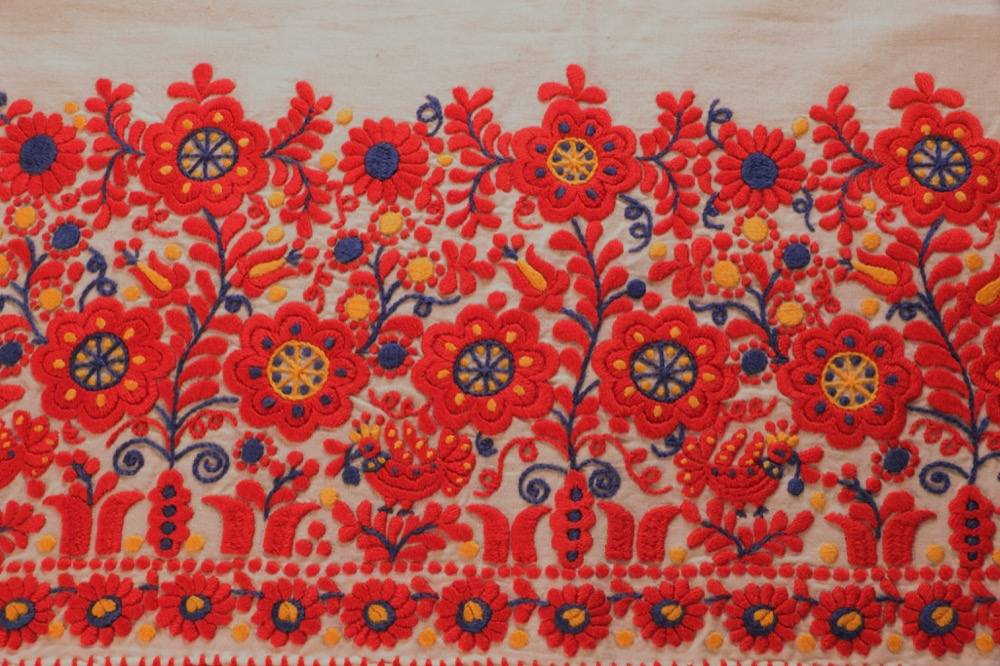
(etnika Matyó 2016)